# Scania Typ A
Scania Typ A, ibland kallad Scania Typ A Tonneau, är en personbil tillverkad av Scania 1903 i endast fem exemplar. Typ A är Sveriges första serietillverkade bil.,

## Historia

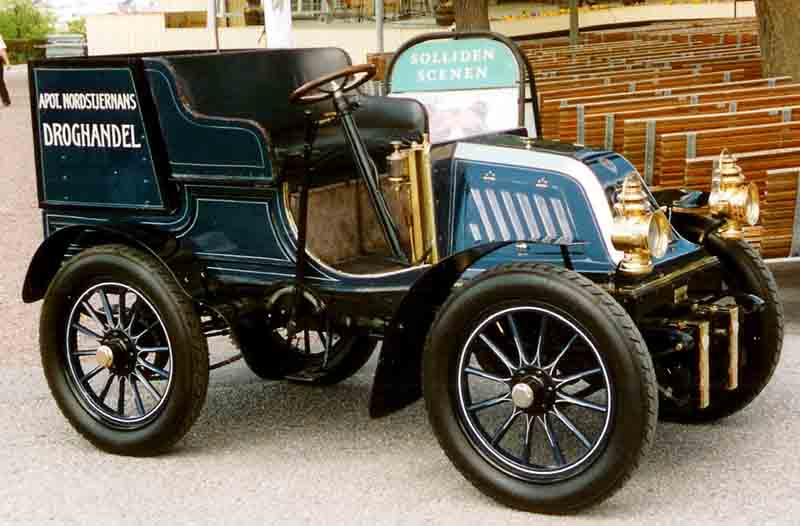
Scania Typ A.

Företaget Maskinfabriksaktiebolaget Scania bildades år 1900 i Malmö efter man övertagit velocipedfabriken Humber. Till en början tillverkades cyklar, men man kom snabbt i gång med bilar. Den unge VD:n Hilding Hessler gav Scanias verkstadschef Reinhold Thorssin i uppdrag att ta fram en personbil anpassad för svenska förhållanden. Tre prototyper byggdes, och en serietillverking inleddes i senhösten 1902, och presenterades på Sveriges första bilutställning som hölls i Stockholm 1903. Typ A blev en succé. Vid utställningen i Stockholm provkördes den av blivande kung Gustaf Adolf, som blev mycket imponerad och beställde en själv, dock med större kaross och motor.
Endast en av de fem tillverkade bilarna finns kvar. Bilen köptes i september 1903 av apotekare Otto Bjurling vid Nordstjernans Droghandel i Stockholm. Han betalde då totalt 5,230 kronor, och bilen användes av honom själv fram till 1925, då han skänkte den till Kungliga Ingenjörsvetenskapsakademien med avsikt att den skulle ingå i samlingen på Tekniska museet.  Bilen har sedan renoverats av Scania-Vabis en gång, 1961, och av Scania en gång, år 1971, och finns nu utställd på Scanias fordonsmuseum Marcus Wallenberg-hallen i Södertälje.